# Голямо-Ново
Голя́мо-Но́во (болг. Голямо ново) — село в Тирговиштській області Болгарії. Входить до складу общини Тирговиште.

## Населення
За даними перепису населення 2011 року у селі проживали 919 осіб.
Національний склад населення села:
| Національність   | Кількість осіб | Відсоток |
| ---------------- | -------------- | -------- |
| цигани           | 415            | 47,3%    |
| турки            | 254            | 28,9%    |
| болгари          | 193            | 22,0%    |
| Всього відповіли | 878            |          |

Розподіл населення за віком у 2011 році:
Динаміка населення: